# 依田政彦
依田 政彦（よた まさひこ、1964年11月6日 - ）は、和歌山県出身の元プロ野球選手（投手）。左投げ左打ち。

## 来歴・人物
アメリカで育ち、レイクウッド高校からカリフォルニア大学アーバイン校を中退した後、1983年オフにドラフト外で近鉄バファローズに入団。同期入団に小野和義、吉井理人、村上隆行、光山英和らがいる。
プロ入り2年目の1985年に一軍に初昇格し、プロ初勝利を挙げる。3年目の1986年には、一軍に定着し貴重な中継ぎ左腕として活躍する。また、同年8月6日の西武ライオンズ戦では、近鉄は8回表に1イニング6被本塁打という不名誉なプロ野球記録を喫してしまったが、依田はこの回の2死走者なしの場面で4番手で登板し、大田卓司に6本目のホームランを打たれている。
翌1987年に肘を故障、以降は一軍で登板することはなかった。1989年3月に現役を引退した。
引退後は、英語力を活かしてヤクルトスワローズや埼玉西武ライオンズで通訳を担当した。

## 詳細情報

### 年度別投手成績
| 年 度     | 球 団     | 登 板 | 先 発 | 完 投 | 完 封 | 無 四 球 | 勝 利 | 敗 戦 | セ 丨 ブ | ホ 丨 ル ド | 勝 率 | 打 者 | 投 球 回 | 被 安 打 | 被 本 塁 打 | 与 四 球 | 敬 遠 | 与 死 球 | 奪 三 振 | 暴 投 | ボ 丨 ク | 失 点 | 自 責 点 | 防 御 率 | W H I P |
| --------- | --------- | ----- | ----- | ----- | ----- | -------- | ----- | ----- | -------- | ----------- | ----- | ----- | -------- | -------- | ----------- | -------- | ----- | -------- | -------- | ----- | -------- | ----- | -------- | -------- | ------- |
| 1985      | 近鉄      | 17    | 1     | 0     | 0     | 0        | 2     | 0     | 0        | --          | 1.000 | 100   | 20.0     | 23       | 1           | 18       | 2     | 0        | 6        | 2     | 0        | 19    | 15       | 6.75     | 2.05    |
| 1986      | 近鉄      | 40    | 3     | 1     | 0     | 0        | 2     | 3     | 0        | --          | .400  | 343   | 77.2     | 74       | 16          | 39       | 1     | 1        | 32       | 3     | 0        | 44    | 34       | 3.94     | 1.45    |
| 通算：2年 | 通算：2年 | 57    | 4     | 1     | 0     | 0        | 4     | 3     | 0        | --          | .571  | 443   | 97.2     | 97       | 17          | 57       | 3     | 1        | 38       | 5     | 0        | 63    | 49       | 4.52     | 1.58    |

### 記録
- 初登板：1985年8月3日、対南海ホークス18回戦（大阪スタヂアム）、5回裏2死に3番手で救援登板、2/3回無失点
- 初勝利：1985年8月20日、対西武ライオンズ16回戦（藤井寺球場）、9回表2死に4番手で救援登板・完了、1/3回無失点
- 初奪三振：1985年8月25日、対阪急ブレーブス19回戦（ナゴヤ球場）、9回表に吉沢俊幸から
- 初先発：1985年9月17日、対南海ホークス24回戦（大阪スタヂアム）、1回1/3を5失点
- 初先発勝利・初完投勝利：1986年5月17日、対西武ライオンズ6回戦（ナゴヤ球場）、9回3失点（自責点0）

### 背番号
- 33（1984年 - 1989年）